# Bismarckturm (Unna)
Der Bismarckturm befindet sich südlich der Kreisstadt Unna auf der Wilhelmshöhe (214 m ü. NN) im Gebiet der Ortschaft Strickherdicke, die zu Fröndenberg gehört. Der 19,4 m hohe Bismarckturm besteht aus Quadern der mittelalterlichen Unnaer Stadtmauer und Ruhrsandstein aus den Steinbrüchen des nahe gelegenen Frömern. Er diente auch als Aussichtsturm und enthielt an der Spitze einen Feuerkorb, in dem an nationalen Feiertagen vor 1919 ein weithin sichtbares Feuer entzündet wurde.

## Geschichte
Dem Aufruf der Deutschen Studentenschaft, kurz nach dem Tode des ersten Reichskanzlers Otto von Bismarck (1898) überall im Land Bismarcksäulen aufzustellen, war am 21. Februar 1899 in Unna ein „Comitee für die Errichtung einer Bismarck-Flammensäule auf der Friedrich-Wilhelms-Höhe“ gegründet worden, das mit den organisatorischen Vorarbeiten für den Denkmalsbau begann.
1899–1900 nach einem Entwurf des Architekten Bruno Schmitz erbaut, der für seine monumentalen Bauwerke berühmt war, u. a. das Völkerschlachtdenkmal, das Kyffhäuserdenkmal und das Kaiser-Wilhelm-Denkmal an der Porta Westfalica, wurde der Turm am 18. Oktober 1900 mit einer Feier unter großer Anteilnahme der Bevölkerung von Unna und den umliegenden Gemeinden eingeweiht. Alleine die vereinigten Männerchöre hatten eine Stärke von 350 Sängern. Der Turm war der erste seiner Art in Westfalen. Die Kosten, 33.000 Mark (nach heutiger Kaufkraft und inflationsbereinigt:  278.000 Euro), waren relativ niedrig gehalten worden, da mehrere Beteiligte unentgeltlich gearbeitet oder preiswert ihre Dienste (z. B. bei der Steinbearbeitung) angeboten hatten.
Dreimal im Jahr war der Bismarckturm Stätte der damaligen patriotischen Gesinnung: an Bismarcks Geburtstag (1. April), am Sedantag (2. September) und am Reichsgründungstag (18. Januar).
Nach dem Ende des Kaiserreichs (1918) verlor der Turm in der Zeit der Weimarer Republik (1919–1933) seine allgemeine politische Identifikationssymbolik. Er blieb aber als Ausflugsziel und Aussichtsturm bei der Bevölkerung weiterhin beliebt. In den 1920er Jahren wurde an Bismarcks Geburtstag wie bisher am oder auf dem Turm auch ein Feuer entzündet. Am 1. April 1925, dem 110. Geburtstag Bismarcks, versammelten sich mehrere national gesinnte Vereine, z. B. Militärvereine, der Treubund, der Jungdeutsche Orden, am Bismarckturm.
Aus dem Jahr der Machtübergabe an die NSDAP (1933) sind zwei offizielle Anlässe der Nutzung des Bismarckturms überliefert: Am „Tag von Potsdam“ (21. März 1933) und am 1. April 1933 wurde der Bismarckturm laut Zeitungsberichten befeuert. Im Vordergrund standen an beiden Tagen aber Festzüge und nationalsozialistische Aufmärsche in Unna. Dies entsprach der nationalsozialistischen Parteilinie, im Zuge der Gleichschaltung auch eine angebliche Traditionslinie zwischen dem Kaiserreich und dem so genannten „Dritten Reich“ zu konstruieren.
Im Zweiten Weltkrieg wurde das Bauwerk zeitweise als Standort für die Luftraumbeobachtung gegen einfliegende anglo-amerikanische Bomber genutzt.
Am 11. April 1945 kam es am Bismarckturm während den letzten Tagen der Ruhrkesselschlacht zu einem heftigen Panzergefecht zwischen der 1. und 2. Kompanie der deutschen Schweren Panzerjäger-Abteilung 512, welche mit dem überschweren Jagdpanzer VI Jagdtiger ausgerüstet waren, und einer US-Kolone der amerikanischen 8th Armored Division. Bei diesem Gefecht kämpfte das deutsche Panzer-Ass Otto Carius mit und es sollen dabei über 50 amerikanische Fahrzeuge, darunter 11 Sherman-Panzer, und ein deutscher Jagdtiger zerstört worden sein.
In den 1950er Jahren feierten hier mehrere Jahre hindurch Heimatvertriebene aus den deutschen Ostgebieten den Johannistag und entzündeten dabei im Feuerkorb ein Johannisfeuer. Mitte der 1960er Jahre musste der Turm aus Sicherheitsgründen für Besucher geschlossen werden. 1989 wurde der Feuerkorb entfernt und durch ein Stahlrohrgerüst mit Tafelkreuz (Trigonometrischer Messpunkt) ersetzt.

## Heutige Nutzung

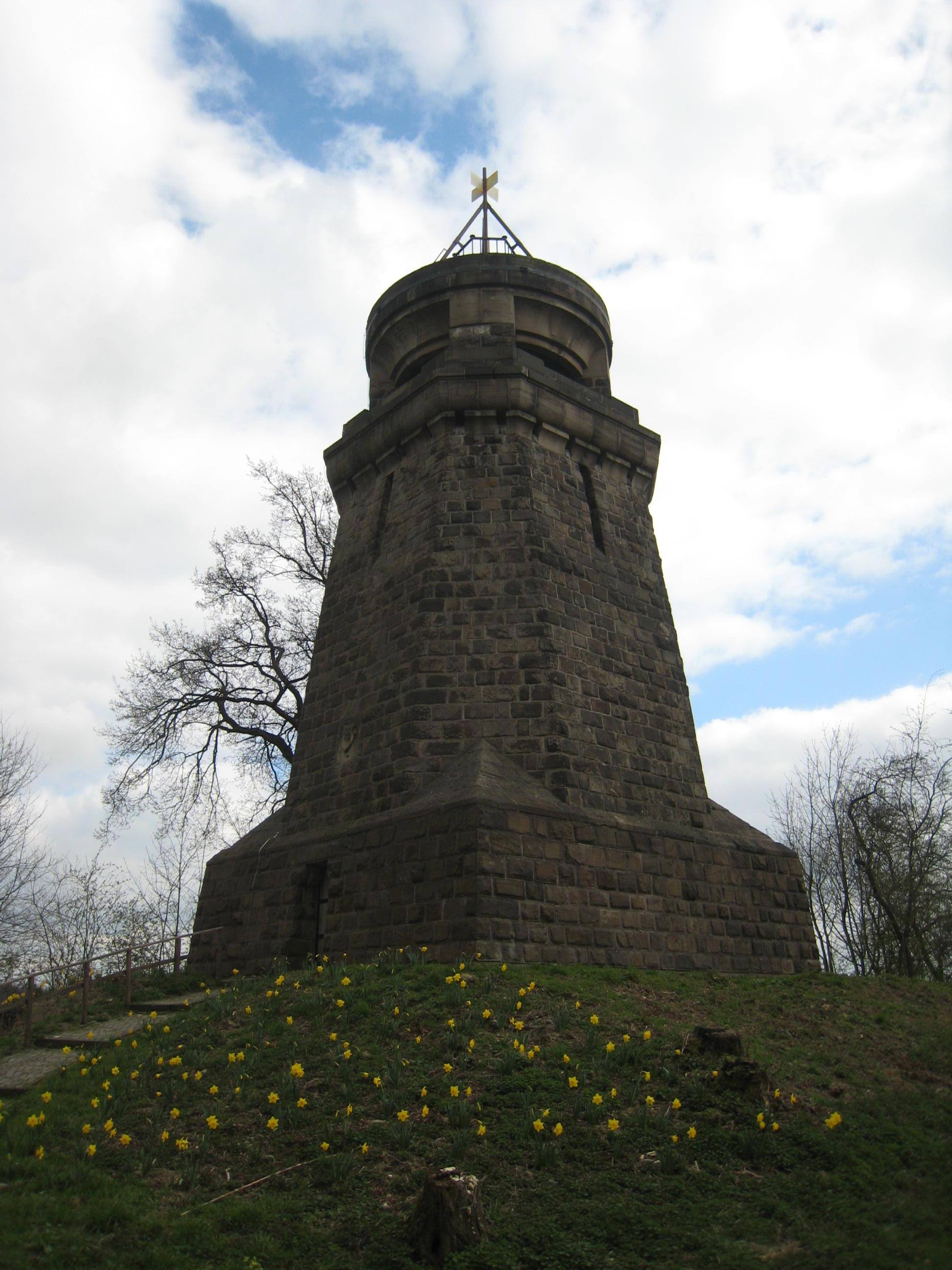
Der Turm im Frühjahr 2010

Auf Initiative des Bismarckturm-Vereins Unna in Fröndenberg e.V. wurde der Turm mit Mitteln der NRW-Stiftung im Jahr 2008 saniert, nachdem vorher das unmittelbare Umfeld von sichtbehindernden Bäumen und von wucherndem Gestrüpp befreit worden war. Seit dem 28. März 2009 ist der Bismarckturm an Sonntagen der Öffentlichkeit wieder zugänglich. Neben der guten Aussicht ermöglicht der Turm dank zweier Informationstafeln des Geologischen Dienstes Nordrhein-Westfalen auch den „Blick unter die Erde“ mit Informationen über die erdgeschichtliche Vergangenheit des Sauerlandes, der münsterländischen Bucht und des nordöstlichen Ruhrgebiets.